# Peter van Emde Boas
Peter van Emde Boas (Amsterdã, 3 de abril de 1945) é um informático neerlandês. É professor da Universidade de Amsterdã.
Peter van Emde Boas obteve um doutorado em 1974 na Universidade de Amsterdã, orientado por Adriaan van Wijngaarden, com a tese Abstract Resource-Bound Classes. A partir de 1977 lecionou e foi depois professor de informática teórica na Universidade de Amsterdã, aposentando-se em 2009.
Leva seu nome na árvore de Van Emde Boas.
Dentre seus doutorandos consta Arjen Lenstra.

## Obras
- Machine Models and Simulations, in Jan van Leeuwen (Ed.) Handbook of Theoretical Computer Science. Volume A: Algorithms and Complexity, Elsevier/MIT Press 1990, p. 3–66
- Editor com Renate Bartsch e Johan van Benthem: Semantics and contextual expression, Foris Publications 1989